# 二十銭紙幣
二十銭紙幣（にじっせんしへい）とは、かつて日本で流通した紙幣の額面の1つ。二十銭券、二十銭札とも呼ばれた。

## 一覧
日本銀行券として発行された二十銭紙幣は存在せず、政府紙幣として以下の種類が発行されているが、現在はいずれも失効している。
- 明治通宝二十銭券（1872年（明治5年）4月発行[1]、1899年（明治32年）12月31日失効[2]、紙幣券面の表記は「二十錢」）
- 改造紙幣二十銭券（1883年（明治16年）6月発行[3][4]、1899年（明治32年）12月31日失効[2]、紙幣券面の表記は「金貳拾錢」）
- 大正小額政府紙幣二十銭券（1917年（大正6年）11月8日発行[5][6]、1948年（昭和23年）8月31日失効[7]、紙幣券面の表記は「貳拾錢」）

それぞれの紙幣の詳細は各項目を参照。